# Китайский музей авиации
Китайский музей авиации (кит. трад. 中國航空博物館, упр. 中国航空博物馆, пиньинь Zhōngguó Hángkōng Bówùguǎn, палл. Чжунго ханкун боугуань) — авиационный музей в Китае, крупнейший в Азии, расположен у подножья горы Датаншань в пекинском районе Чанпин.
Музей впервые открылся 11 ноября 1989 года, он основан в честь 40-летия основания Военно-воздушных сил КНР. Комплекс частично расположился внутри пещер Датаншаня, которые первоначально входили в систему бункеров авиабазы Шахэ. Общая протяжённость тоннелей составляет 586 метров при ширине 40 метров и высоте 11 метров.
Входной билет стоит ¥50, посещение отдельных аттракционов обойдётся в дополнительные ¥5, например, осмотр интерьера личного самолёта-госпиталя Мао Цзэдуна.

## Коллекция

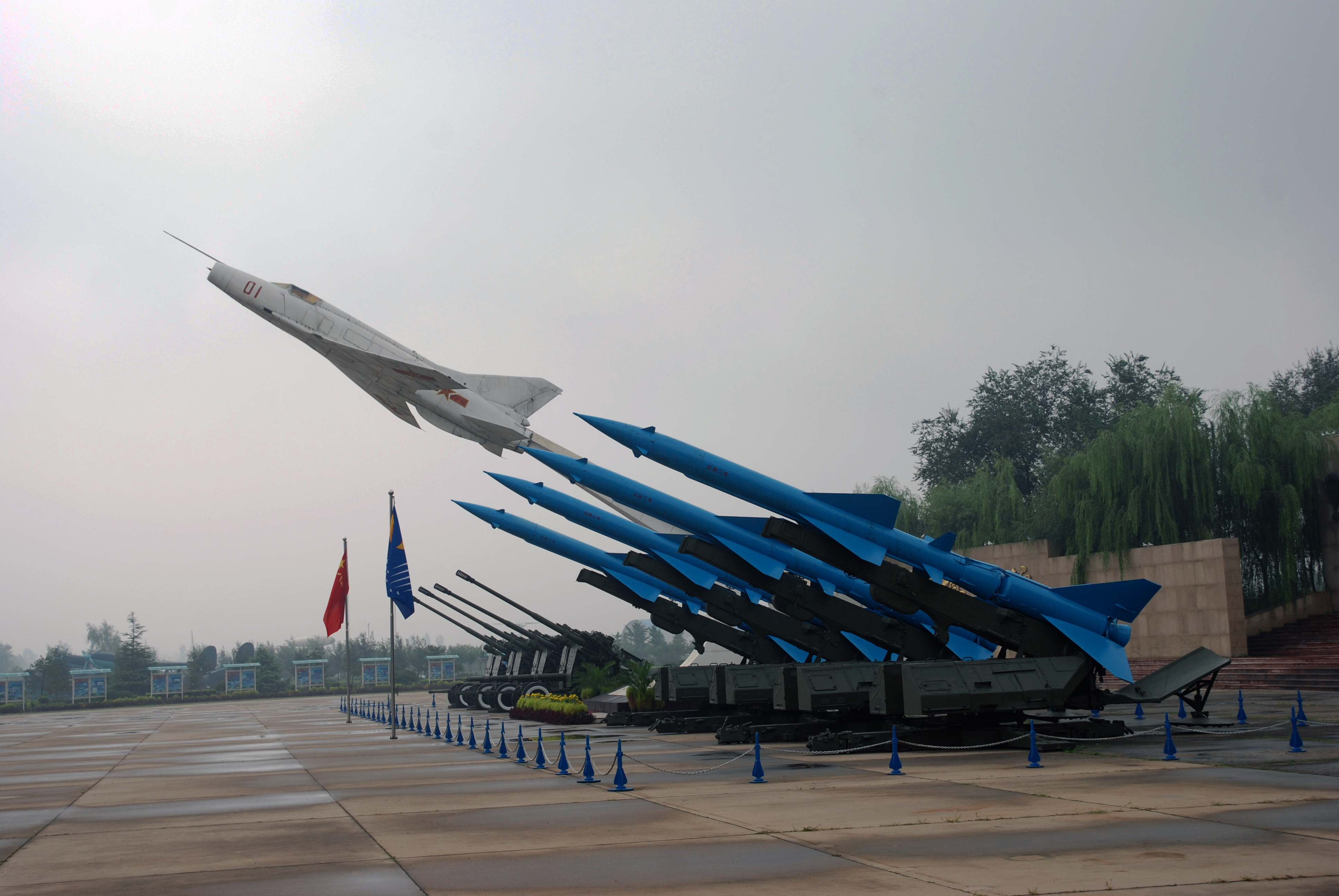
У входа в музей

В музее хранятся более 300 самолётов, более 200 типов вертолётов, более 13 000 образцов других вооружений, среди которых есть культурные памятники государственной важности. Большинство экспонатов относятся к периоду становления народной республики, а также ко временам Корейской и Холодной войн.

### Некоторые из экспонатов
Источники:
- Вертолёт Sud-Aviation Alouette III (Франция)
- Вертолёт Bell UH-1H Huey (США)
- Одномоторный самолёт DHC-2 Beaver (Канада)
- Многоцелевой самолёт De Havilland Mosquito (Великобритания)
- Турбореактивный авиалайнер Douglas DC-8 (США)
- Тренировочный моноплан Fairchild PT-19 (США)
- Авиалайнер Hawker Siddeley Trident (Великобритания)
- Личный самолёт Мао Цзэдуна Ил-18 (СССР)
- Штурмовик Ил-2 (СССР)
- Дальний истребитель Ла-11 (СССР)
- Первый советский реактивный истребитель МиГ-9 (СССР)
- Истребитель МиГ-17 (СССР)
- Вертолёты Ми-4, Ми-8, Ми-24 (СССР)
- Самолёты серии Як (СССР)
- Истребитель North American P-51 Mustang (США)
- Истребитель Shenyang J-5 (Китай)
- Истребитель Shenyang J-6 (Китай)
- Сверхзвуковой истребитель Shenyang J-7 (Китай)
- Тренировочный моноплан Tachikawa Ki-55 (Япония)
- Бомбардировщик Ту-2 (СССР)
- Пассажирский лайнер Ту-124 (СССР)
- Авиалайнер Vickers Viscount (Великобритания)
- Множество оружейных, радарных и прочих военных систем.